# Arbóliz
Arbóliz (en euskera y oficialmente Arboliz) es un barrio de Ibarranguelua, situado al noreste del municipio y dentro de la reserva de Urdaibai, en la provincia de Vizcaya, País Vasco, España.

## Situación
Situado en la zona noreste del municipio, entre la costa del Mar Cantábrico y el barrio consistorial de Elejalde, estando además copado entre los barrios de Ibinaga, de su mismo municipio al oeste y al este por Nachitua del municipio de Ea.

## Transporte
La línea A3515 de Bizkaibus entre Bilbao y Lequeitio tiene parada en este barrio.
El barrio está cruzado a lo largo por la carretera   BI-3238  entre Ibinaga y Lequeitio, con magníficas vistas panorámicas.

## Alojamiento
- Casa rural Arboliz

- Datos: Q5195565